# Adlojada
Adlojada (aram. עד דלא ידע ad lo jada, jid. adlojade = „aż nie będzie wiedział”) – purimowa parada, której nazwa wywodzi się z talmudycznego zalecenia, by biesiadować w Purim aż do momentu, gdy stan upojenia alkoholem nie pozwoli biesiadującemu rozróżnić „błogosławienia Mordechaja” (ברוך מרדכי baruch Mordechaj) od „przeklinania Hamana” (ארור המן arur Haman). Wartość liczbowa obu stwierdzeń wynosi 502.
Pierwsza adlojada odbyła się w Tel Awiwie w 1912 r. Pochody spopularyzował pierwszy burmistrz Meir Dizengoff.